# Światowy Dzień Walki z Rakiem
Światowy Dzień Walki z Rakiem lub Światowy Dzień Raka – święto obchodzone 4 lutego, ustanowione na Światowym Szczycie Walki z Rakiem zorganizowanym pod egidą prezydenta Francji i dyrektora generalnego UNESCO w lutym 2000 roku w Paryżu.
Na spotkaniu przyjęto Kartę Paryską, w myśl której rządy krajów świata, które ją podpisały, zobowiązały się do stworzenia programów zapobiegających i metod leczenia chorób nowotworowych.
Od 2005 roku Dzień Walki z Rakiem jest organizowany pod egidą Międzynarodowej Unii do Walki z Rakiem (Union for International Cancer Control - UICC) - organizacji pozarządowej z siedzibą w Genewie.

## Międzynarodowy Dzień Walki z Rakiem Dzieciństwa
15 lutego obchodzony jest „Międzynarodowy Dzień Walki z Rakiem Dzieciństwa” (ICCD, z ang. International Childhood Cancer Day), organizowany przez International Confederation of Childhood Cancer Parent Organizations (ICCCPO) wraz z UICC i koncernem farmaceutycznym Sanofi-Aventis
.

## Dni raka piersi
Październik jest „Miesiącem Świadomości Raka Piersi” (BCAM, z ang. Breast Cancer Awareness Month), zainicjowany w 1985 roku przez AstraZeneca.
W 2008 roku Europa Donna (Europejska Koalicja do Walki z Rakiem Piersi) ustanowiła 15 października „Europejskim Dniem Walki z Rakiem Piersi”, ang. Breast Health Day, który ma przypominać kobietom w Europie o istotnym wpływie stylu życia na zdrowie ich piersi w przyszłości i możliwościach zapobiegania zachorowaniom na raka piersi oraz roli wstępnego wykrywania zachorowań w procesie jego zwalczania.
Symbolem tej walki jest różowa wstążka.

## Obchody w Polsce
Z inicjatywy Polskiej Unii Onkologii od 2008 roku podczas Światowego Dnia Walki z Rakiem organizowane są dni otwarte w placówkach onkologicznych, podczas których można skorzystać z porad oraz bezpłatnych badań.
W Polsce miesiącem walki z rakiem piersi (w ramach BCAM) jest październik. 
Placówki onkologiczne, oprócz wspomnianych świąt, organizują 4 października „Światowy Dzień Onkologii”.